# 伊利諾伊州工具廠股份
伊利諾伊州工具廠股份有限公司（英語：Illinois Tool Works Inc.，：ITW），簡稱伊利諾伊州工具廠股份、伊利諾伊州工具廠，以及ITW，是一家美国制造公司。
伊利诺伊工具公司（ITW，Illinois Tool Works Inc.）由拜恩·L·史密夫于1912年在伊利诺伊州创立，主要经营生产紧固件、电子零件、工业设备、耗材等业务，应用汽车OEM(约佔营收17%)、工程机械、 电子量测仪器及耗材(约佔营收15%)、食品设备(约佔营收15%)、建筑扣件及产品(约佔营收12%)、焊接设备及耗材(约佔营收13%)、汽车售后维 修化学品(约佔营收14%)、饮料包装设备及家电紧固件(约佔营收14%)等。

## 历史
在1912年由拜恩·L·史密夫在伊利諾伊州創立，同時為标准普尔500指数成份股。
而董事長和首席執行官為David B. Speer。現時主要業務生產工程速度、壓縮、設備、消費系統、以及特種產品。而主要品牌為 Miller Electric、 DUO-FAST fasteners、 Space Bag company、 Foster Refrigerator、 以及Wolf Range Company。
員工則已達至6萬人，遍佈地區已達至52個國家，以及825個業務組合。